# Александрув-Лудзки (гмина)
Александрув-Лудзки (пол. Aleksandrów Łódzki) — гмина (волость) в Польше, входит как административная единица в Згежский повет, Лодзинское воеводство. Население — 25 899 человек (на 2004 год).

## Сельские округа
1. Белдув
2. Белдув-Кшива-Весь
3. Хросьно
4. Ченжкув
5. Ястшембе-Гурне
6. Колёня-Бружыца
7. Кшивец
8. Ксенство
9. Бружычка-Мала
10. Накельница
11. Каролев
12. Накельница
13. Нове-Краснодембы
14. Новы-Адамув
15. Стары-Адамув
16. Правенцице
17. Ромбень
18. Антонев
19. Ромбень
20. Ромбень-АБ
21. Руда-Бугай
22. Лобудзь
23. Руда-Бугай
24. Сане
25. Словак
26. Собень
27. Старе-Краснодембы
28. Воля-Гжимкова
29. Буды-Вольске
30. Грунвальд
31. Изабелин
32. Пляцыдув
33. Воля-Гжимкова
34. Згниле-Блото

## Соседние гмины
1. Гмина Даликув
2. Константынув-Лудзки
3. Гмина Лютомерск
4. Лодзь
5. Гмина Згеж
6. Згеж